# Coublanc (Saône-et-Loire)
Coublanc település Franciaországban, Saône-et-Loire megyében. Lakosainak száma 839 fő (2022. január 1.). Coublanc Écoche, Maizilly, Mars, Saint-Igny-de-Roche és Tancon községekkel határos.

## Népesség
A település népességének változása:
| Lakosok száma | 879  | 851  | 858  | 834  | 838  | 843  | 847  | 842  | 839  |
|               | 2013 | 2015 | 2016 | 2017 | 2018 | 2019 | 2020 | 2021 | 2022 |